# روی باسکار
رام رُی بَسکار (به انگلیسی: Ram Roy Bhaskar)، فیلسوف بریتانیایی است که بیش از هر چیز به عنوان مبدع جنبش فلسفی واقع‌گرایی انتقادی شناخته شده‌است. او در مؤسسهٔ آموزش در کالج دانشگاهی لندن تدریس می‌کرد.

## برخی مقالات ترجمه‌شده به فارسی
در دفاع از رئالیسم انتقادی، جاناتان جوزف، آیدین ترکمه (مترجم)، ناشر: فضا و دیالکتیک (http://dialecticalspace.com/in-defence-of-critical-realism/).
رئالیسم انتقادی و دیالکتیک نظام‌مند، استیو فلیت‌وود، آیدین ترکمه (مترجم)، ناشر: کارگاه دیالکتیک (https://kaargaah.net/?p=555)

## کتاب‌ ترجمه‌شده‌ی او به فارسی
بسکار، رُی و اسکات، دیوید. نظریه‌ای رئالیستی‌انتقادی درباره‌ی آموزش. ترجمه‌ی روزبه آقاجری. چ اول. تهران. انتشارات مؤسسه‌ی مطالعات فرهنگی و اجتماعی 